# Премія НСКУ за найкращий фільм-дебют
Премії Національної спілки кінематографістів України за найкращий фільм-дебют — одна з номінацій щорічної кінематографічної премії, яку присуджує Національна спілка кінематографістів України з 2014 року за найкращий дебютний фільм українського виробництва за підсумками року, що минув.

## Список лауреатів та номінантів
Лауреати виділені окремим кольором.

| Рік                     | Фільм | Режисер |
| ----------------------- | --- | ------- |
| 2013                    | |         |
| «Доро́га»                | Максим Ксьонда |         |
| «Помин»                 | Ірина Цілик |         |
| «Уроки української»     | Руслан Батицький |         |
|                         | |         |
| 2014                    | |         |
| «Чорний зошит Майдану»  | Альманах студентів другого режисерського курсу КНУТКіТ імені І. К. Карпенка-Карого, художній керівник Юрій Терещенко |         |
|                         | |         |
| 2015                    | |         |
| «Жилець»                | Анастасія Матешко |         |
| «Хлам»                  | Тетяна Симон |         |
| «Нервове сонце пустелі» | Тетяна Песчаная, Катерина Кузьменкова                                                                                |         |
|                         | |         |
| 2016                    | |         |
| «Виклик»                | Олег Харченко |         |
| «Спогади мерця»         | Микола Засєєв |         |
| «May be»                | Наталія Давиденко |         |